# The Eye of the Government
Pour plus de détails, voir Fiche technique et Distribution.
The Eye of the Government est un film américain sorti en 1914, tourné en 1913, en Irlande et réalisé par Sidney Olcott, avec lui-même, Jack J. Clark et Gene Gauntier.

## Fiche technique
- Réalisation : Sidney Olcott
- Scénario : Gene Gauntier
- Production : Gene Gauntier Feature Players
- Directeur de la photo :
- Décors :
- Longueur : 3 000 pieds
- Date de sortie : 1914
- Distribution : Warner's Feature

## Distribution
- Gene Gauntier :
- Jack J. Clark : Hardy
- Sidney Olcott : Allison

## Anecdotes
Le film a été tourné en Irlande, à bord du SS Baltic et au port de New York.